# Lizzie Pannill Fletcher
Elizabeth Ann Pannill Fletcher, detta Lizzie (Houston, 13 febbraio 1975), è una politica statunitense, membro della Camera dei Rappresentanti per lo stato del Texas dal 2019.

## Biografia
Nata a Houston, Lizzie Pannill conseguì una laurea in giurisprudenza presso il College di William e Mary ed esercitò la professione di avvocato nel Texas, divenendo la prima socia donna dello studio legale in cui lavorava. Coniugata con Scott Fletcher, divenne madre di due figli.
Entrata in politica con il Partito Democratico, nel 2018 si candidò alla Camera dei Rappresentanti contro il deputato repubblicano in carica John Culberson. Nelle primarie democratiche si qualificò per il ballottaggio contro Laura Moser, ricevendo l'appoggio pubblico dei vertici del partito, che ritenevano la Moser una candidata eccessivamente progressista. La Fletcher, che invece promuoveva un'immagine moderata, fu ritenuta un'avversaria qualificata da contrapporre a Culberson e riuscì a raccogliere numerose donazioni. La campagna elettorale fu molto seguita dai media, poiché per la prima volta nella sua storia elettorale, Culberson rischiava seriamente di perdere il seggio a causa di una serie di fattori tra cui un cambiamento demografico dell'elettorato del distretto congressuale, un clima nazionale poco favorevole ai politici repubblicani e un'avversaria ritenuta valida e convincente. Al termine della competizione, la Fletcher sconfisse Culberson con un netto margine di scarto e divenne così deputata.